# Archaeospheniscus lowei
El pingüino de Lowe (Archaeospheniscus lowei) es la especie tipo del extinto género de pingüinos Archaeospheniscus. Medía aproximadamente 85 a 115 cm de altura, por su talla se situaba entre la de los actuales pingüino rey y pingüino emperador. Se conoce por los huesos de un solo ejemplar (Museo Otago C.47.20) y posiblemente también pertenezcan a la especie material adicional como el fémur OM C.47.27, todos descubiertos en la formación Kokoamu Greensand procedente de finales del Oligoceno  (27-28 millones de años) en Duntroon, Nueva Zelanda.
Recibe su nombre científico en honor de Percy Lowe, ornitólogo que estudió los pingüinos prehistóricos y propuso la teoría (considerada actualmente errónea) de que estas aves evolucionaron de los reptiles independientemente del resto de las aves modernas.